# Willem I van Horne
Willem I van Horne was een edelman uit het Huis Horne die leefde van 1170- ?. Hij was heer van Horn en ook onder meer van Helmond.
In 1222 verkocht hij de heerlijkheid Helmond aan hertog Hendrik I van Brabant, waarna deze heerlijkheid onder invloed van de hertog van Brabant kwam.
Hij trouwde in 1230 met Heilwig van Altena, dochter van Dirk III van Altena broer van Boudewijn van Altena. Zij was een dochter van Dirk III van Altena van het kasteel Altena te Almkerk.
Hun kinderen waren:
- Margaretha van Horne (1230-)
- Willem II van Horne (1240-1304)
- Engelbert van Horne (1242-)
- Dirk IV van Horne (-1272) heer van Altena. Hij is kinderloos overleden.